# Ај-ај
Ај-ај (лат. Daubentonia madagascariensis) је врста сисара из реда примата (Primates), ендемит Мадагаскара. Овај полумајмун је једини савремени представник свог рода (Daubentonia).

## Распрострањење
Ареал врсте је ограничен на једну државу, Мадагаскар.

## Станиште
Станишта врсте су шуме, мочварна подручја и поља, од нивоа мора до 1.875 метара.

## Начин живота
Ај-ај прави гнезда у којима спава дању. Храни се углавном семеном, али једе и ларве, орахе, нектар и печурке. Женке се коте сваке две или три године. Ај-ај је сисар са моћима ехолокације и сисар је коме зуби непрекидно расту.

## Угроженост
Ова врста је на нижем степену опасности од изумирања, и сматра се скоро угроженим таксоном.